# Sputnik virophage
Sputnik virophage (từ cпутник Nga "vệ tinh", "Latin vi rút " và Hy Lạp φάγειν phagein "ăn") là một tác nhân phụ sinh sản trong các tế bào amip đã bị nhiễm một loại virus trợ giúp nào đó; Sputnik sử dụng máy móc của virus trợ giúp để sinh sản và ức chế sự nhân lên của virus trợ giúp.
Các vi-rút như Sputnik phụ thuộc vào sự đồng nhiễm của tế bào chủ bởi các vi-rút trợ giúp được gọi là vi-rút vệ tinh. Khi phát hiện ra một tháp giải nhiệt nước ở Paris năm 2008, Sputnik là virus vệ tinh đầu tiên được biết đến có tác dụng ức chế sự nhân lên của virus helper và do đó hoạt động như một ký sinh trùng của virus đó. Tương tự như thuật ngữ vi khuẩn, nó được gọi là virophage. Tuy nhiên, việc sử dụng thuật ngữ này và mối quan hệ giữa các thảm họa và virus vệ tinh cổ điển vẫn còn gây tranh cãi.
Các vi khuẩn Sputnik được phát hiện đã lây nhiễm các virut khổng lồ thuộc nhóm Mimiviridae A. Tuy nhiên, chúng có thể phát triển trong amip bị nhiễm bởi Mimiviridae thuộc bất kỳ nhóm A, B và C.

## Virus học
Sputnik lần đầu tiên được phân lập vào năm 2008 từ một mẫu thu được từ con người; nó được thu hoạch từ dịch kính áp tròng của một người bị viêm giác mạc. Tuy nhiên, tự nhiên, vi khuẩn Sputnik đã được tìm thấy để nhân lên bên trong các loài động vật nguyên sinh gây bệnh Acanthamoeba gây bệnh cơ hội, nhưng chỉ khi amip đó bị nhiễm mamavirus lớn. Sputnik khai thác các protein mamavirus để nhanh chóng tạo ra các bản sao mới của chính nó.
Mamavirus được biết đến với tên chính thức là Acanthamoeba polyphaga mimillin (APMV) và là họ hàng gần của mimillin được biết đến trước đây. Các mimillin là một người khổng lồ trong thế giới virus; nó có nhiều gen hơn nhiều vi khuẩn và thực hiện các chức năng thường chỉ xảy ra ở các sinh vật tế bào. Các mamavirus thậm chí còn lớn hơn mimillin, nhưng cả hai rất giống nhau ở chỗ chúng tạo thành các nhà máy virus lớn và các hạt virus phức tạp. Tuy nhiên, có những điều kiện trong đó Sputnik không thể tạo ra virion mới trong các loại virus này. Người ta đã quan sát thấy rằng khi Mimillin được nuôi cấy với amip không có mầm bệnh, virion hói được tạo ra mà thiếu các sợi bề mặt đặc trưng của virus này. Vì những lý do chưa rõ, Sputnik không thể sao chép và tạo ra virion mới trong những virus hói này. Sự phát triển của vi khuẩn gây hại cho APMV và dẫn đến việc sản xuất các hình thức phá thai và lắp ráp capsid bất thường của APMV. Trong một trong những thí nghiệm được thực hiện bằng cách tiêm Acanthamoeba polyphaga với nước có chứa một chủng APMV ban đầu, người ta đã phát hiện ra rằng một số lớp capsid tích tụ không đối xứng ở một bên của hạt virus khiến virus không có tác dụng. Sputnik đã giảm 70% năng suất của hạt virus truyền nhiễm và cũng làm giảm quá trình ly giải amip xuống ba lần sau 24 giờ.
Sputnik có bộ gen DNA sợi đôi gồm 18.343 cặp cơ sở. Nó chứa các gen có thể lây nhiễm cả ba lĩnh vực của cuộc sống: Eukarya, Archaea và Vi khuẩn. Trong số hai mươi mốt gen mã hóa protein được dự đoán, ba gen rõ ràng có nguồn gốc từ chính APMV, một là tương đồng với virut vi khuẩn cổ và bốn gen khác là tương đồng của protein trong vi khuẩn và vi rút nhân chuẩn. Việc ba trong số các gen này có nguồn gốc từ APMV chỉ ra rằng Sputnik có thể tham gia vào các quá trình chuyển gen và làm trung gian chuyển gen bên giữa các virus khổng lồ. Mười ba là ORFans, nghĩa là họ không có bất kỳ sự tương đồng có thể phát hiện được trong cơ sở dữ liệu trình tự hiện tại. Bộ gen Sputnik có hàm lượng AT cao (73%), tương tự như APMV. Nó chứa 16 vòng kẹp tóc dự đoán, tất cả trừ hai trong số đó nằm giữa ORF.
Một số tương đồng khác như của helicase-primase, bao bì ATPase, một tiểu đơn vị gắn chuỗi transitorase và protein Zn-Ribbon, đã được phát hiện trong bộ dữ liệu môi trường của Global Ocean Survey, cho thấy các vi khuẩn hiện có thể là một thảm họa gia đình virus chưa biết.
Sputnik đã được tìm thấy có chứa các gen được chia sẻ bởi APMV. Những gen này có thể đã được Sputnik mua lại sau khi kết hợp APMV với vật chủ và sau đó là sự tương tác giữa vi khuẩn và vật chủ virus. Sự tái tổ hợp trong nhà máy siêu vi có thể dẫn đến việc trao đổi gen. Sputnik là một trong những bằng chứng thuyết phục nhất cho sự pha trộn và kết hợp gen giữa các virus.
Sự hiện diện của các gen tương đồng với mimillin trong Sputnik cho thấy rằng sự chuyển gen giữa Sputnik và mimillin có thể xảy ra trong quá trình nhiễm Acanthamoeba. Do đó, người ta đưa ra giả thuyết rằng thảm họa có thể là nguồn truyền trung gian chuyển gen bên giữa các virus khổng lồ, tạo thành một phần đáng kể của quần thể virus DNA trong môi trường biển. Hơn nữa, sự hiện diện của ba gen APMV trong Sputnik ngụ ý rằng việc chuyển gen giữa một thảm họa và một loại virus khổng lồ là rất quan trọng đối với sự tiến hóa của virus.
Năm 2016, để phân loại các loại virus giống Sputnik, bao gồm Zamilon, chi Sputnikvirus trong họ Lavidaviridae đã được thành lập bởi Ủy ban phân loại quốc tế về virus.

## Kết cấu
Thảm họa Sputnik có capsid 74   đường kính nm, với đối xứng icosah thờ. Trong mỗi đơn vị bất đối xứng của cấu trúc, có 4 và 1/3 hexoners. Trên trục 3 lần nằm một hình lục giác, tạo ra 1/3 hình lục giác trong mỗi đơn vị bất đối xứng. Có những sợi linh hoạt, giống như nấm nhô ra từ mỗi hexamer. Mỗi đơn vị bất đối xứng cũng chứa 1/5 một penton nằm trên mỗi trục 5 lần.  Ở giữa các pentamer là các lỗ hổng có thể cho phép sự ra vào của DNA.  Sputnik có số tam giác là 27 với 260 hexamers và 12 pentamers. Virus này không chứa màng lipid đi ngược lại với những gì đã được báo cáo trước đây.

## Các loại virus khác thuộc chi Sputnik
Sputnik 2 có thể lây nhiễm vi rút Lentille (Mimiviridae nhóm A).
Sputnik 3 đã được phân lập với phóng viên Mimillin (không phải là máy chủ virus tự nhiên của nó).
Tất cả ba vi khuẩn Sputnik đều chia sẻ hơn 99% DNA của chúng và có thể phát triển với vi-rút thuộc bất kỳ nhóm Mimiviridae A, B và C.

## Các thảm họa khác
Vào tháng 3 năm 2011, hai loại vi khuẩn bổ sung đã được mô tả: thảm họa Mavirus có chứa virut <i id="mwgw">Cafeteria roenbergensis</i> khổng lồ, và vi khuẩn Hồ hữu cơ (OLV), được tìm thấy ở Hồ hữu cơ mặn ở Nam Cực và là loài săn mồi phycodnavirus tấn công tảo. Zamilon virophage là người đầu tiên phát hiện nhiễm một thành viên của nhóm Mimiviridae C (nghĩa là Virus Mont1), có khả năng phát triển trong nhóm Mimiviridae B, nhưng không thuộc nhóm A.
Tất cả các virus chủ của các vi khuẩn đã biết thuộc về nhóm virus DNA lớn nucleocytoplasmic. Các nghiên cứu đã được thực hiện để chỉ ra sự tương đồng giữa các thảm họa khác nhau. Các gen tương đồng giữa các vi khuẩn bao gồm đóng gói DNA gia đình FtsK-HerA ATPase (ATPase), DNA helicase / primase giả định (HEL / PRIM), protease cysteine giả định (PRSC), MCP giả định và protein capsid giả định (mCP). Những gen này cũng được gọi là gen lõi được bảo tồn mặc dù đôi khi không có hoặc có rất ít sự tương tự trình tự giữa các thảm họa này.